# Eugene Cernan
Eugene Andrew „Gene“ Cernan (* 14. März 1934 in Chicago, Illinois; † 16. Januar 2017 in Houston, Texas) war ein US-amerikanischer Astronaut. Er flog bereits 1969 mit Apollo 10 in einer Mondlandefähre in niedriger Höhe über dem Mond, und war im  Dezember 1972 als Kommandant von Apollo 17 der elfte von zwölf Menschen, die den Mond betraten, und ist bis heute der letzte, der auf dem Mond gewesen ist.

## Leben

### Beginn der Karriere
Cernan stammt mütterlicherseits von tschechischen, väterlicherseits von slowakischen Einwanderern ab, seine Eltern waren jedoch beide in den USA geboren. Er besuchte die McKinley School in Bellwood und die Proviso High School in Maywood, die er im Juni 1952 als einer der Besten des Jahrgangs verließ. Schon früh hatte er den Wunsch, Marineflieger zu werden; deshalb bewarb er sich um ein Marine-Stipendium an der Purdue University, bekam aber nur ein Teilstipendium, das ihn trotzdem zum Dienst in der US-Marine verpflichtete.
Im Sommer 1955 diente er zum ersten Mal auf einem Schiff, der USS Roanoke, im Juni des folgenden Jahres schloss er an der Purdue mit einem Notenschnitt von 5,1 von möglichen 6 in Elektrotechnik ab. Von Juni bis Oktober 1956 diente er auf der USS Saipan. In dieser Zeit rückte er von der Reserve zur regulären Marine auf.
Im Jahre 1957 wurde er als Kampfpilot ausgebildet, ab Februar 1958 diente er auf der Naval Air Station Miramar in Kalifornien. Seine erste Fahrt in den Pazifik erfolgte vom März bis Oktober 1959 auf dem Flugzeugträger Shangri-La. Eine weitere Fahrt erfolgte von Juni 1960 bis März 1961 auf der Hancock. Am 6. Mai 1961 heiratete er Barbara Atchley, eine Stewardess der Continental Airlines, ihre Tochter Tracy wurde am 4. März 1963 geboren.
In der Zwischenzeit hatte Cernan ein Angebot der Marine angenommen und seine Verpflichtungszeit verlängert. Im Gegenzug konnte er an der Naval Postgraduate School in Monterey, Kalifornien, studieren, und erhielt dort 1963 den Master of Science in Luftfahrttechnik.

### Der Weg zur NASA
Cernan bewarb sich im Sommer 1963 bei der NASA als Astronaut, und obwohl er weniger Flugerfahrung als andere Bewerber hatte und kein Testpilot war, wurde er am 17. Oktober 1963 zusammen mit 13 anderen als dritte Astronautengruppe der NASA der Öffentlichkeit vorgestellt.
Die Ausbildung begann im Februar 1964. Cernan spezialisierte sich auf Raketen, sowohl auf die Titan-Rakete, die das Gemini-Raumschiff in die Erdumlaufbahn bringen sollte, als auch die Agena-Stufe, mit der Kopplungen im Orbit geplant waren.

### Das Gemini-Projekt

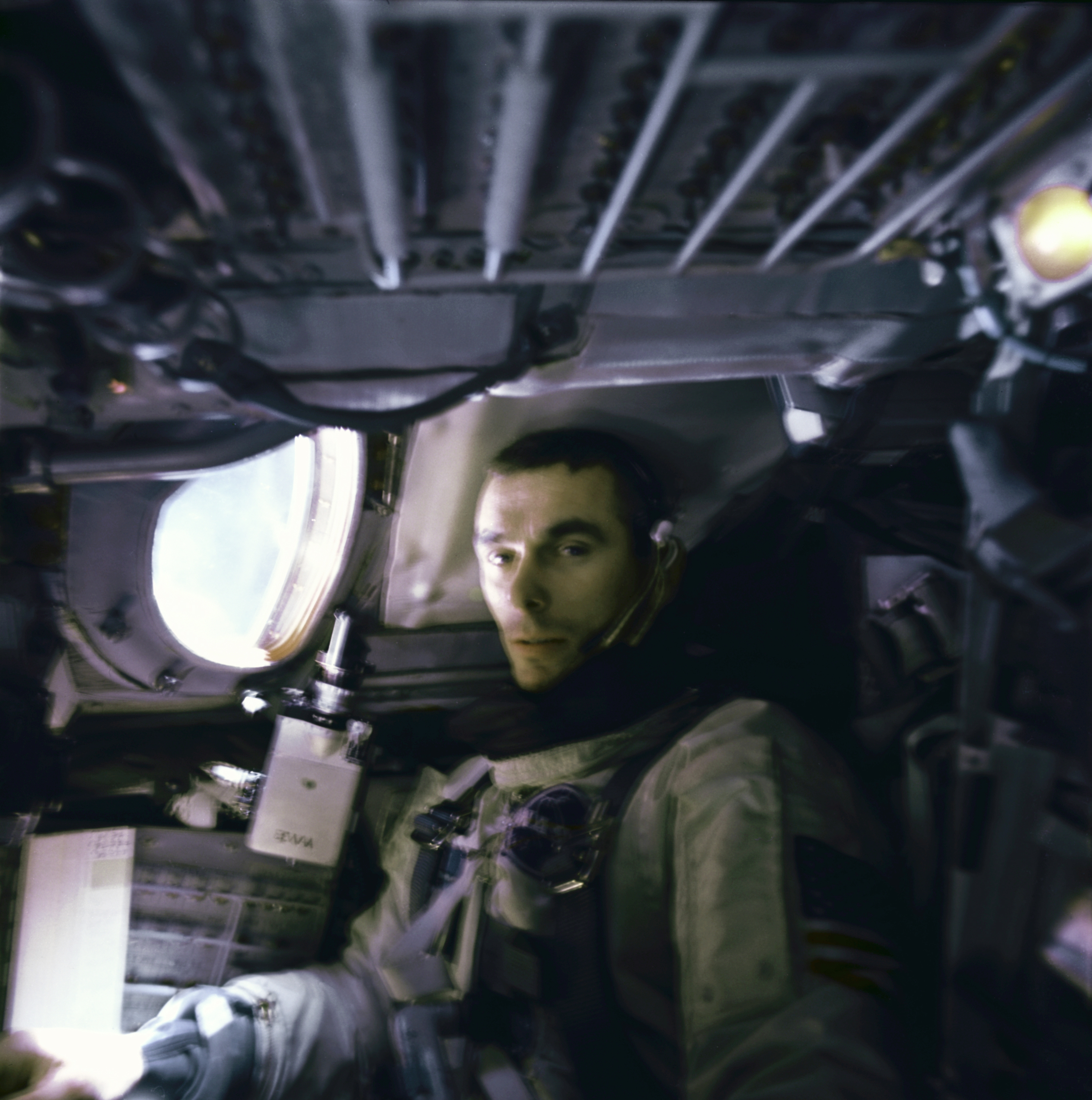
Cernan bei der Mission Gemini 9

Während der ersten Gemini-Missionen (Gemini 1 im April 1964 bis Gemini 5 im August 1965) arbeitete Cernan in der Leitzentrale und war dort für die Überwachung der Treibstofftanks während des Starts zuständig.
Das Gemini-Projekt sah zehn bemannte Flüge vor, also mussten 20 Plätze vergeben werden. Von den sieben Mercury-Astronauten waren noch fünf aktiv; einige von ihnen standen bereits als Kommandanten von Gemini-Flügen fest. Dazu kamen noch neun Astronauten aus der zweiten Auswahlgruppe, von denen einige für zwei Flüge vorgesehen waren. Somit konnten sich nur wenige Astronauten der dritten Gruppe Hoffnungen auf einen Platz in einem Gemini-Raumschiff machen.
Am 8. November 1965 wurde Cernan dann als Ersatzpilot für die Mission Gemini 9 nominiert. Damit hatte er auch große Chancen, für den letzten Flug mit Gemini 12 eingeteilt zu werden.
Während der Doppelmission von Gemini 7 und Gemini 6 im Dezember 1965 war Cernan Verbindungssprecher (Capcom).
Die Hauptmannschaft von Gemini 9 bestand aus dem Kommandanten Elliot See und dem Piloten Charles Bassett, der einen Weltraumausstieg (EVA: extra-vehicular activity; Außenbordeinsatz) unternehmen sollte. Ersatzkommandant war Tom Stafford.
Im Rahmen ihres Ausbildungsprogramms flogen die Haupt- und die Ersatzmannschaft von Gemini 9 am 28. Februar 1966 in zwei zweisitzigen Jets nach St. Louis, wo sie bei der McDonnell Aircraft Corporation am Gemini-Simulator trainieren sollten. Aufgrund schlechter Sicht stürzte die Maschine von See und Bassett ab, wobei beide ums Leben kamen. Noch am selben Tag wurden Stafford und Cernan als neue Hauptmannschaft bestätigt, somit hatte Cernan nun die Aufgabe, nach Edward White mit Gemini 4 den zweiten amerikanischen Weltraumausstieg (EVA) zu unternehmen.
Der Start von Gemini 9 war zuerst für den 17. Mai 1966 vorgesehen, wurde aber kurzfristig abgesagt, nachdem Stafford und Cernan bereits im Raumschiff waren. Der Start des Zielsatelliten, der kurz vorher erfolgte, war missglückt, so dass kein Kopplungspartner zur Verfügung stand.
Mit dem einfacheren Zielsatelliten ATDA sollte der Start am 1. Juni wiederholt werden. ATDA konnte dieses Mal problemlos in die Umlaufbahn gebracht werden, aber kurz vor der Zündung von Gemini 9 musste der Start abgebrochen werden, weil benötigte Daten von der Bodenstation nicht zum Raumschiff gesendet werden konnten.
Am 3. Juni klappte der dritte Startversuch endlich, und Cernan begann seinen ersten Raumflug. Damit war er der zweite Astronaut der dritten Auswahlgruppe, der zum Einsatz kam.
In der Erdumlaufbahn stellte sich jedoch heraus, dass sich die Verkleidung des Zielsatelliten nur teilweise gelöst hatte, so dass die geplante Kopplung unmöglich war. Bei der NASA wurde erwogen, dass Cernan aus dem Raumschiff aussteigen und die Verkleidung von Hand lösen sollte, aber das wurde als zu gefährlich angesehen. Die bisher einzige EVA hatte nur aus dem Aus- und Wiedereinstieg bestanden und man hatte keinerlei Erfahrungen mit Bewegungen und Arbeit in der Schwerelosigkeit.
Die geplante EVA war immer noch ambitioniert genug. Cernan sollte am 5. Juni 1966 das Gemini-Raumschiff durch die Luke verlassen, sich am Raumschiff entlang nach hinten hangeln und dort eine von der US-Luftwaffe entwickelte Manövriereinheit (AMU) umschnallen. Das war allerdings erheblich schwieriger als vorher angenommen. Es gab zu wenige Haltepunkte, so dass Cernan wesentlich langsamer als geplant vorankam. Als er endlich das Heck des Raumschiffs erreichte, war er weit hinter der Zeit und am Ende seiner Kräfte. Somit musste der Test der Manövriereinheit abgesagt werden. Der Rückweg zur Luke erwies sich als noch schwieriger und gefährlicher. Die Kühlung des Raumanzugs konnte die Wärmeabstrahlung des Körpers nicht ausgleichen, und Cernans Visier beschlug, so dass er keine Sicht mehr hatte und auch wegen der fehlenden Schwerkraft die Orientierung fast unmöglich wurde. Mit letzter Kraft konnte Cernan sich in das Raumschiff zurückhangeln. Das Zurückklettern durch die Luke ins Raumschiffinnere wurde zu einem zusätzlichen Kraftakt, denn wie schon bei Alexei Leonow und Ed White hatte sich der Raumanzug aufgebläht und machte den Wiedereinstieg fast unmöglich. Immerhin hatte er mit über zwei Stunden einen neuen Dauerrekord für Weltraumausstiege gesetzt.
Kurz nach dem Ende des Fluges wurde Cernan am 17. Juni 1966 als Reservepilot für den nächsten verfügbaren Flug mit Gemini 12 nominiert, der auch das Ende des Gemini-Programms sein sollte. Bei den Weltraumausstiegen von Gemini 10 und Gemini 11 traten weitere Probleme auf, und für Gemini 12 war wieder ein Test der Manövriereinheit vorgesehen. Cernan war Ersatzmann für Buzz Aldrin und laut Cernan wurde bei der NASA darüber nachgedacht, Aldrin durch Cernan zu ersetzen, wenn Aldrin den Aufgaben nicht gewachsen schien. Als jedoch der Test der Manövriereinheit aus dem Programm genommen wurde, stand es außer Zweifel, dass Aldrin den Flug übernehmen konnte, und Cernan kam beim Flug im November 1966 nicht zum Einsatz. Danach wurde Cernan dem Apollo-Projekt zugeteilt.

### Vorbereitung zur ersten Mondlandung

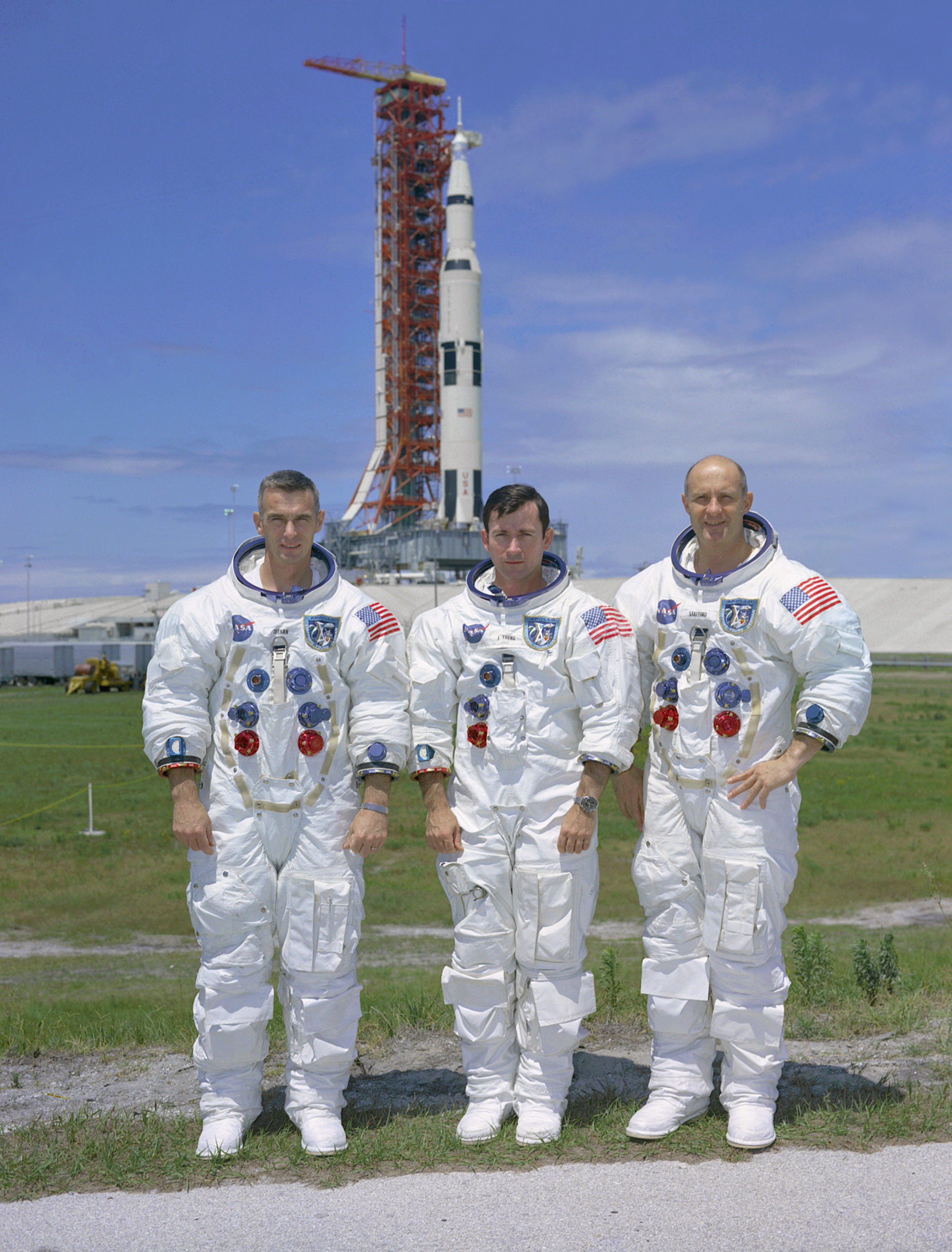
Cernan mit John Young und Tom Stafford (1969)

Im Apollo-Projekt wurde Cernan als Ersatzpilot für die Mission D eingeteilt, den zweiten bemannten Flug. Damit konnte er sich Hoffnungen auf den fünften bemannten Apollo-Flug machen, voraussichtlich den ersten, bei dem eine Mondlandung versucht werden könnte. Cernan gehörte zu der erfahrensten Besatzung, die die NASA je zusammengestellt hatte. Sein Kommandant war wieder Tom Stafford, und als dritter Mann wurde John Young eingeteilt, der wie Stafford bereits zwei Raumflüge hinter sich hatte.
Cernan war im Apollo-Simulator von North American Rockwell in Downey, als er die Nachricht von der Apollo-1-Katastrophe erhielt. Mit dem Tod der Besatzung, die für den ersten bemannten Flug vorgesehen war, wurden sämtliche Planungen gestoppt. Im April 1967 wurden erneut die Mannschaftszuteilungen bekanntgegeben. Cernan war nun Ersatzpilot für den ersten bemannten Flug des Apollo-Raumschiffs, Apollo 7. Er kam nicht zum Einsatz, diente aber als Verbindungssprecher (Capcom).
Wie im Gemini-Projekt, waren immer drei Mannschaften gleichzeitig im Training. Wie erwartet, wurde kurz nach der Landung von Apollo 7 am 11. Oktober 1968 die Ersatzmannschaft von Apollo 7 für den nächsten verfügbaren Flug mit Apollo 10 bekanntgegeben. Es handelte sich dabei um die Generalprobe zur Mondlandung. Zum ersten Mal sollte die Mondlandefähre in der Mondumlaufbahn getestet werden. Eine Landung war nicht vorgesehen und technisch auch nicht möglich, weil die Landefähre von Apollo 10 noch schwerer als die von Apollo 11 war.
Am 18. Mai 1969 startete Cernan zusammen mit Tom Stafford und John Young zu seinem zweiten Raumflug. Nach Apollo 8 handelte es sich erst um den zweiten Flug zum Mond. Am vierten Flugtag schwenkte das Apollo-Raumschiff in eine Mondumlaufbahn ein. Cernan und Stafford stiegen in die Mondfähre Snoopy um und koppelten vom Mutterschiff Charlie Brown ab. Bei diesem Teil des Fluges kam es zu einer Panne, weil Stafford und Cernan im Eifer einen Schalter zweimal betätigten. Dadurch kam es zu schwerem Schlingern der Mondfähre. Stafford konnte jedoch Schlimmeres verhindern, indem er auf Handsteuerung umschaltete. Beim Rückflug zur Erde erreichte die Landekapsel eine Rekordgeschwindigkeit von 39.897 km/h. Cernan, Stafford und Young halten somit den Rekord, sich am schnellsten relativ zur Erde bewegt zu haben.
Nach der Rückkehr sah sich Cernan dem Vorwurf gegenüber, er habe öffentlich unanständige Ausdrücke verwendet. Als die Mondfähre unkontrolliert ins Schlingern geriet, hatten Stafford und Cernan in Lebensgefahr nicht auf ihre Sprache geachtet. Während Staffords Bemerkungen unverständlich waren, gingen Cernans Ausrufe „Son of a bitch!“ (wörtlich „Hurensohn!“, sinngemäß „Verdammte Scheiße!“) und „What the hell happened?“ („Was zur Hölle ist passiert?“) gut verständlich live zur Erde.
Der Leiter einer amerikanischen Bibelschule beschwerte sich daraufhin bei der NASA und bei Präsident Nixon, worauf sich Cernan öffentlich für seine Ausdrücke entschuldigen musste.

### Apollo 14

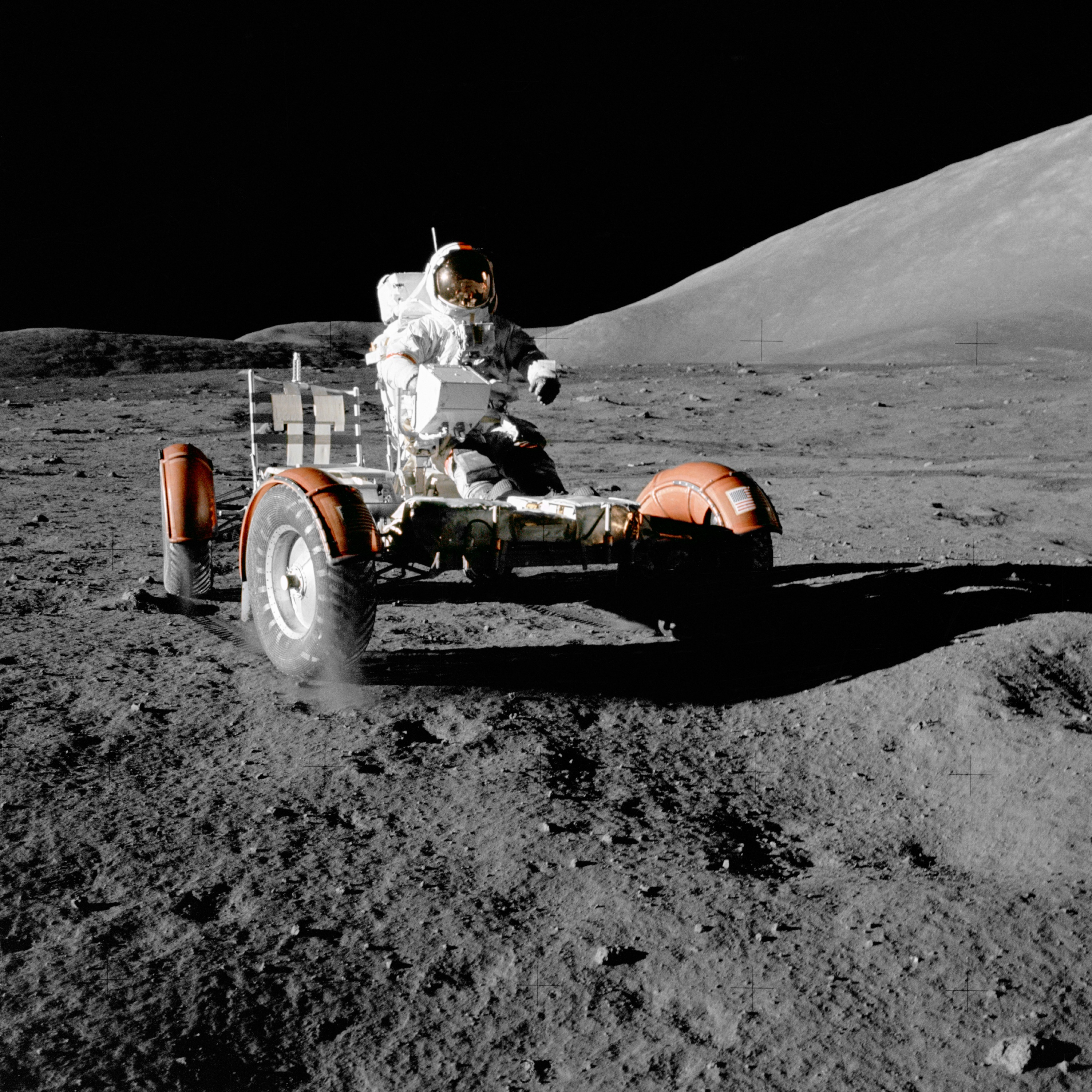
Eugene Cernan, Apollo-17-Mission am 11. Dezember 1972; eines der drei Mondautos der NASA, ein Elektroauto

Nachdem Apollo 10 abgeschlossen war, erhielt Cernan von Deke Slayton, der für die Apollo-Mannschaftseinteilung zuständig war, das Angebot, Ersatzpilot für die Mondfähre von Apollo 13 zu werden. Damit hätte er große Chancen gehabt, mit Apollo 16 auf dem Mond zu landen. Cernan lehnte dieses Angebot jedoch zu Slaytons Erstaunen ab. Er wollte lieber auf ein eigenes Kommando warten.
Diese Chance bekam er tatsächlich, weil Michael Collins aus der Astronautengruppe ausscheiden wollte und ein Angebot als Ersatzkommandant von Apollo 14 ablehnte. Damit bekam Cernan diesen Posten am 6. August 1969 kurz nach der erfolgreichen Mondlandung durch Apollo 11 übertragen. Somit war er Ersatzmann für Alan Shepard, den ersten Amerikaner im All. Zu Cernans Mannschaft gehörten noch Ronald Ellwin Evans als Pilot der Apollo-Kommandokapsel und Joe Engle als Pilot der Landefähre.
Am 23. Januar 1971, eine Woche vor dem Start von Apollo 14, war Cernan auf einem Übungsflug in einem Hubschrauber vom Typ Bell H-13. Als er in der Nähe von Cape Kennedy im Tiefflug über den Indian River flog, verschätzte er sich in der Höhe und streifte mit einer Kufe die Wasseroberfläche. Der Hubschrauber überschlug sich sofort, und auslaufender Treibstoff setzte den Fluss in Brand. Cernan konnte sich aus dem sinkenden Hubschrauber befreien und sich außer Reichweite der Flammen bringen, bis er von einer Frau in ihr Boot gezogen wurde. Er hatte sich bei diesem Vorfall nur leicht verletzt und blieb in der Ersatzmannschaft. Dennoch war nicht abzustreiten, dass er den Unfall selbst verschuldet hatte.

### Der letzte Mensch auf dem Mond – Apollo 17

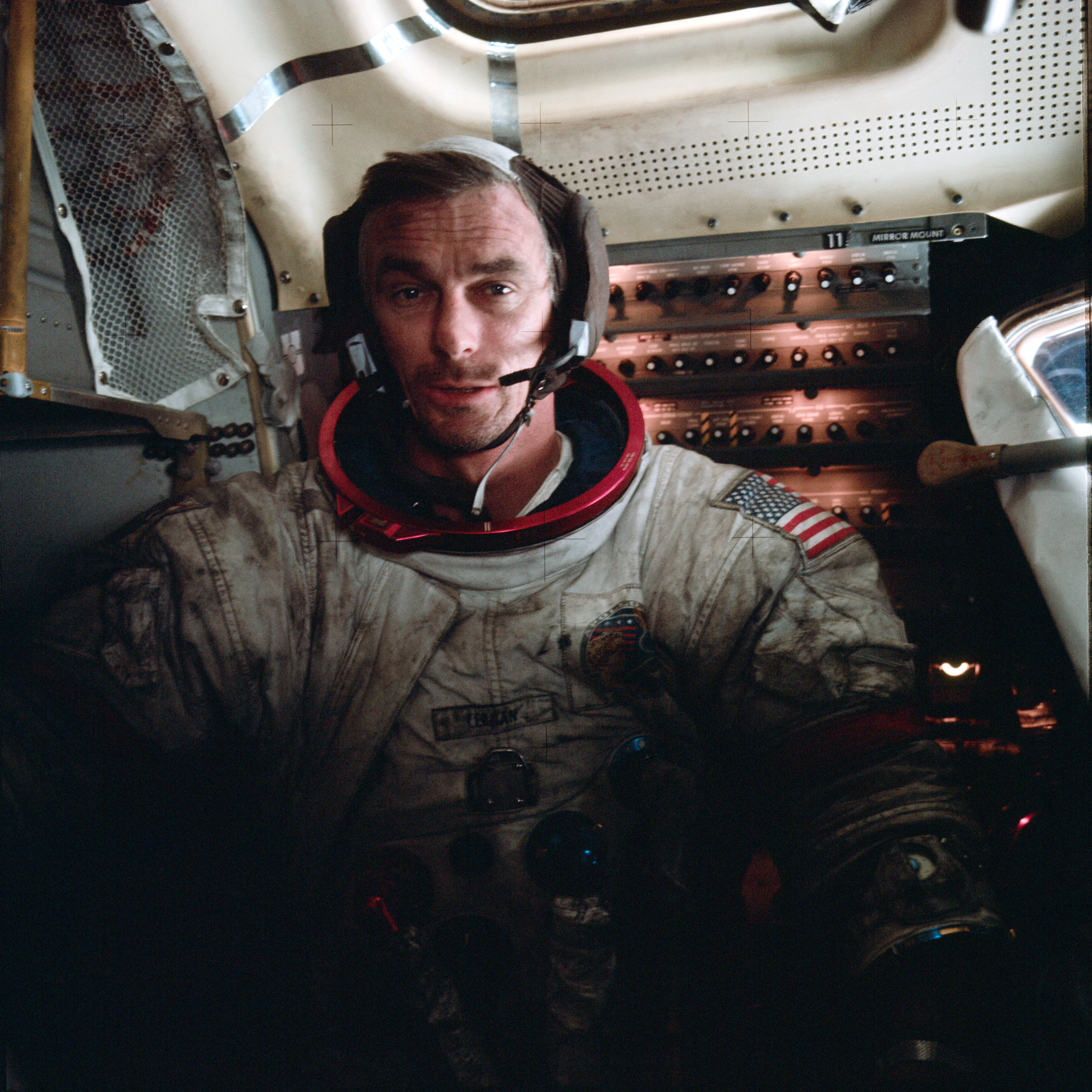
Cernan nach einer Mond-EVA im LEM mit mondstaubbedecktem Raumanzug

Zu diesem Zeitpunkt waren die Flüge Apollo 18 und Apollo 19 bereits gestrichen, so dass klar war, dass Apollo 17 für lange Zeit der letzte Flug zum Mond sein sollte. Weniger klar war, welche Mannschaft diese Mission fliegen sollte: die Ersatzmannschaft von Apollo 14 unter Eugene Cernan oder die Ersatzmannschaft von Apollo 15 unter Richard Gordon mit dem ersten Wissenschaftsastronauten, Harrison Schmitt. Am 13. August 1971, kurz nach dem Flug von Apollo 15, gab die NASA schließlich bekannt, dass Cernan, Evans und Schmitt die Besatzung des letzten Mondflugs bilden sollten, Ersatzmannschaft war die Besatzung von Apollo 16, da es sich nicht gelohnt hätte, für den letzten Mondflug eine völlig neue Mannschaft zu trainieren.
Der Start von Apollo 17 fand am 7. Dezember 1972 statt. Es handelte sich um den ersten bemannten Nachtstart der amerikanischen Raumfahrt. Cernan und Schmitt landeten mit der Mondfähre Challenger in der Nähe des Littrow-Kraters im Mare Serenitatis. Cernan betrat den Mond als elfter Mensch. Die Mission war wissenschaftlich und technisch höchst erfolgreich, es wurde die längste EVA-Zeit auf dem Mond verbracht, die größte Menge Mondgestein gesammelt und die größte Strecke mit dem Mondauto zurückgelegt (35 km). Cernan stellte zusammen mit Harrison Schmitt mit 18 km/h den inoffiziellen Landgeschwindigkeitsrekord des Mondes auf.
Am 14. Dezember 1972 um 05:40 UTC verließ Cernan als letzter Mensch die Mondoberfläche, die bis heute nicht wieder von Menschen betreten wurde.

### Nach der NASA
Nach dem Ausscheiden aus der NASA am 1. Juli 1976 wurde Cernan Vizepräsident der Carol Petroleum in Houston, Texas. 1981 gründete er eine eigene Beraterfirma für Weltraumfahrt sowie die Fluggesellschaft Air 1, deren Vorsitzender er bis Juni 1983 war.
Durch die Astronautenkarriere hatte die Ehe von Cernan stark gelitten. 1980 trennte er sich von seiner Frau Barbara, die Scheidung wurde 1981 ausgesprochen. Im Jahre 1987 heiratete er Jan Nanna, die er 1984 kennengelernt hatte. Durch diese Heirat bekam er zwei Stieftöchter, Kelly und Danielle.
Im Jahr 1999 veröffentlichte Cernan zusammen mit Don Davis das Buch The Last Man on the Moon.
In dem Dokumentarfilm In the Shadow of the Moon (2007, dt. Titel Im Schatten des Mondes) berichtet er über die Ereignisse und seine Empfindungen bei der Mondlandung.

## Besonderheiten und Rekorde
- Höchste Geschwindigkeit, die ein Mensch erreicht hat (39.897 km/h mit Apollo 10)
- Elfter und bisher vorletzter Mensch, der je den Mond betreten hat; letzter Mensch, der ihn verlassen hat (Apollo 17)
- Der einzige Mensch, der mit zwei verschiedenen Mondfähren unterwegs war (Apollo 10 und Apollo 17)
- Größte Gesteinsmenge, die Menschen auf dem Mond bei einer bemannten Mission gesammelt haben (Apollo 17)
- Längste EVA-Gesamtzeit auf dem Mond (Apollo 17)
- Längste auf dem Mond zurückgelegte Strecke im Mondauto (Apollo 17)
- Erster bemannter Nachtstart der NASA (Apollo 17)
- Cernan hinterließ auf dem Mond die Initialen seiner Tochter „TDC“ im Staub;[6] ein von ihm dort untersuchter Felsen erhielt außerdem den Namen „Tracy’s Rock“

## Ehrungen
Im Jahr 2000 wurde Eugene Cernan in die National Aviation Hall of Fame aufgenommen.
Die Firma Orbital Sciences benannte den unbemannten Cygnus-Raumfrachter OA-8 „Gene Cernan“.
Der Uhrenhersteller Omega hat Gene Cernan im Jahr 2017 das Modell Omega Speedmaster Apollo 17 45th Anniversary gewidmet. Die Uhr ist auf 1972 Exemplare limitiert.

## Schriften
- Eugene Cernan und Don Davis: The Last Man on the Moon. St. Martin’s Press, New York 1999, ISBN 0-312-19906-6.